# Ixodes

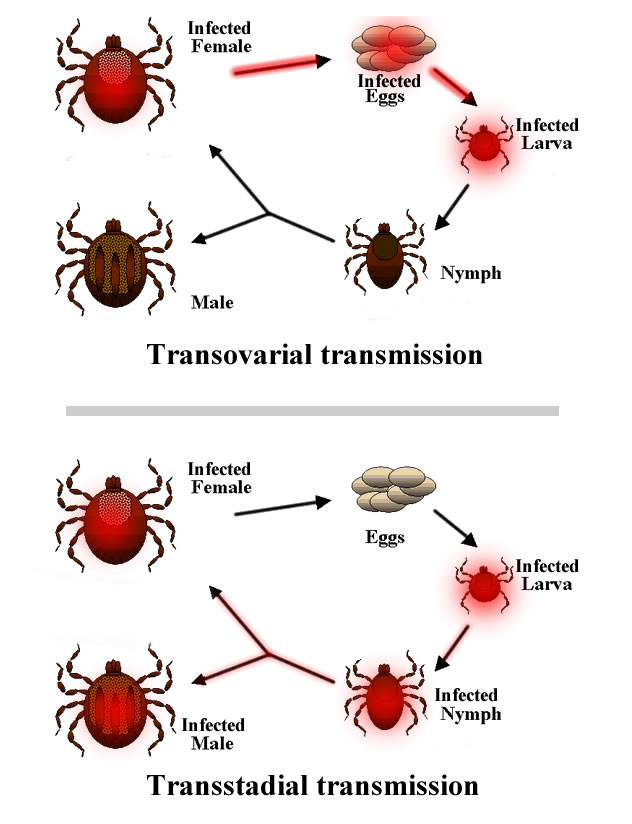

Ixodes Latreille, 1795 è un genere di zecche coriacee appartenente alla famiglia Ixodidae.
Comprende importanti vettori di malattie degli animali e degli esseri umani (malattie trasmesse dalle zecche) e alcune specie (in particolare Ixodes holocyclus) iniettano tossine che possono causare la paralisi. 
Alcune zecche di questo genere possono trasmettere il batterio patogeno Borrelia burgdorferi responsabile della malattia di Lyme. 
Altri organismi che possono essere trasmessi da Ixodes sono parassiti del genere Babesia che causano la babesiosi e batteri dei generi correlati Anaplasma che causano l'anaplasmosi.